# 巴拿马攀鼠
巴拿马攀鼠 (学名:Tylomys panamensis)是巴拿马特有的一种美洲攀鼠。它们的栖息地位于巴拿马东部海拔600米处。其仅有两具于1950年代采集的标本。它们的具体分布、种群现状、数量及趋势和是否受到威胁完全不明，且分类的有效性存疑。国际自然保护联盟将其列为数据缺乏。

### 图书
- Alston, E. R. 1882. Biologia centrali-americana. Mammalia （页面存档备份，存于）. R.H. Porter, 220 pp.